# غرانت ويلي
غرانت ويلي (بالإنجليزية: Grant Wiley)‏ هو لاعب كرة قدم أمريكية أمريكي، ولد في 11 مارس 1981 في ترابي في الولايات المتحدة.